# Ari Sandel
Ari Devon Sandel es el director del cortometraje, West Bank Story, que ganó el Premio Óscar de 2006 en la categoría al mejor cortometraje.

## Vida y carrera
Sandel fue criado en Calabasas, California, hijo de Kathy y Dan Sandel. Su padre es israelí y su madre estadounidense.
Sandel dirigió el documental del 2006, Wild West Comedy Show: 30 Days & 30 Nights - Hollywood to the Heartland.

## Premios y nominaciones
Premios Óscar
| Año  | Categoría          | Película        | Resultado |
| ---- | ------------------ | --------------- | --------- |
| 2007 | Mejor cortometraje | West Bank Story | Ganador   |